# Maria da Glória van Orléans en Braganza
Maria da Glória Henriqueta Dolores van Orléans en Braganza, hertogin van Segorbe (Portugees: Maria da Glória Henriqueta Dolores Lúcia Miguela Rafaela Gabriela Gonzaga de Orléans e Bragança e Bourbon; Servisch: Марија да Глорија од Орлеана и Браганце) (Petrópolis, 13 december 1946) is prinses van Orléans-Braganza en de echtgenote van de hertog van Segorbe. Tot 1985 was Maria getrouwd met de Servische kroonprins Alexander van Joegoslavië.
Da Glória studeerde architectuur aan de Katholieke Universiteit van Rio de Janeiro en heeft gewerkt als beeldend kunstenaar en restaurateur van historische gebouwen. 

## Familie
Da Glória is de dochter van de Braziliaanse prins Pedro Gastão van Orléans-Braganza en prinses Maria de la Esperanza van Bourbon-Sicilië en kleindochter van Karel Maria van Bourbon-Sicilië en Louise van Orléans. Ze is een nicht van Juan Carlos I van Spanje.
Ze was van 1972 tot 1985 gehuwd met de kroonprins van Servië Alexander van Joegoslavië. Zij kregen de volgende kinderen:
- Erfprins Peter van Joegoslavië (1980)
- Prins Filip van Joegoslavië (1982)
- Prins Alexander van Joegoslavië (1982)

Ze scheidde op 19 februari 1985 van Alexander. Op 24 oktober trad zij opnieuw in het huwelijk, deze keer met Ignacio de Medina y Fernández de Córdoba, hertog van Segorbe. Met haar tweede echtgenoot kreeg Maria de volgende kinderen:
- Sol María de la Blanca de Medina y Orléans-Braganza (1986), gravin van Ampurias
- Ana Luna de Medina y Orléans-Braganza (1988), gravin van Ricla